# Бардия (национальный парк)
Бардия (непальск. बर्दिया राष्ट्रिय निकुञ्ज) — национальный парк в юго-западной части Непала. Расположен в районе Бардия зоны Бхери.
Площадь парка составляет 968 км².
Северная граница парка проходит по гребню горного хребта Сивалик, часть южной границы — по шоссе Непалгандж — Суркхет. На западе парк ограничивается рекой Карнали; река Бабаи пересекает парк с востока на запад, примерно разделяя его пополам. Вместе с находящимся неподалёку национальным парком Банке представляет собой подразделение по охране тигров (англ. Tiger Conservation Unit) Бардия-Банке с общей площадью 2231 км², включающее травянистые равнины и субтропические влажные лиственные леса.
В 1969 году территория в 368 км² была выделена в качестве королевского охотничьего заповедника, а в 1976 году обозначена как королевский заповедник Карнали. В 1982 году объявлена королевским заповедником Бардия; в 1984 году в его состав включили долину реки Бабаи. В 1988 году получила статус национального парка. Около 1500 человек, живших на этой территории, были переселены.
В парке произрастает 839 видов растений, включая 173 вида сосудистых растений (140 видов двудольных, 26 видов однодольных, 6 видов папаротников и 1 вид голосеменных). Парк служит домом для 53 видов млекопитающих, в том числе для индийского носорога, индийского слона, бенгальского тигра, барасинги и гангского дельфина. Здесь обитают 23 вида амфибий и рептилий, в том числе болотный крокодил и гангский гавиал. Встречаются 407 видов птиц и 125 видов рыб.